# Magleby (Stevns Kommune)
Magleby es una localidad situada en el municipio de Stevns, en la región de Selandia (Dinamarca), con una población en 2012 de unos 323 habitantes.
Se encuentra ubicada en la península de Stevns, al este de la isla de Selandia, junto a la costa del mar Báltico.